# Chirita fangii
Chirita fangii är en tvåhjärtbladig växtart som beskrevs av Wen Tsai Wang. Chirita fangii ingår i släktet Chirita och familjen Gesneriaceae. Inga underarter finns listade i Catalogue of Life.